# 1947
1947. је била проста година.

## Догађаји

### Јануар
- 10. јануар — Уједињене нације су преузеле контролу над Слободним градом Трстом.
- 16. јануар — Венсан Ориол је инаугурисан у председника Француске.

### Фебруар
- 10. фебруар — Мировни уговор са Италијом, између Италије и сила победница у Другом свјетском рату, формално окончавао непријатељства. Општи ефекат мировни уговор је постигао 15. септембра 1947. године.
- 28. фебруар — Кинеска националистичка војска је насилно угушила грађанске немире на Тајвану.

### Март
- 4. март — Денкершки споразум су  потписали Уједињено Краљевство и Француска у граду Денкерк као Споразум о савезу и узајамном помоћи приликом могућег немачког напада у периоду након Другог свјетског рата.
- 12. март — Председник САД Хари Труман у Конгресу обзнанио је Труманову доктрину о помоћи земљама угроженим комунизмом.
- 29. март — Избио је Малагашки устанак против француске колонијалне власти на Мадагаскару.

### Април
- 1. април — Павле од Гликсбурга је наследио свог брата Ђорђа II на месту краља Грчке.

### Јун
- 17. јун — Уставотворна скупштина Бурме донела одлуку да прогласи независну Републику Бурму.

### Јул
- 1. јул — Први пут су објављени извештаји да се НЛО срушио код Розвела у Новом Мексику.
- 8. јул — Талачко суђење, званично САД против Вилхелма Листа и др. је било  суђење дванаесторици немачких генерала на челу трупа у Југославији, Грчкој, Албанији и Норвешкој. Оптужница је подигнута против фелдмаршала и генерала: Вилхелма Листа, Максимилијана фон Вајхса, Лотара Рендулића, Валтера Кунцеа, Хермана Ферча, Франца Бемеа, Хелмута Фелмија, Хуберта Ланца, Ерста Денера, Ернста фон Лејсера, Вилхелма Шпидела и Курта фон Гајтнера. Генерали су оптужени за масовна убиства стотина хиљада цивила, разарања и пљачке насеља, убиства и злостављања ратних заробљеника, ускраћивање статуса ратних заробљеника припадницима покрета отпора и њихова убиства, као и мучење и депортација цивила на овом подручју.

### Август
- 1. август — Бледски споразуми Тито — Димитров Георги Димитров и Јосип Броз Тито на Бледу, су потписали споразум који је отворио пут будућем уједињењу НР Бугарске и ФНР Југославије у нову Балканску федерацију. Предвиђао поновно уједињење Вардарске Македоније и Пиринске Македоније и враћање Западних подручја Бугарској. Споразумом су укинуте визе и омогућена царинска унија.
- 7. август — Експедиција норвешког етнолога Тора Хејердала на сплаву „Кон Тики“ стигла је, након 101 дана пловидбе од Перуа, на архипелаг Туамоту у Полинезији.
- 14. август — Формирана је држава Пакистан, настала по завршетку британске владавине у региону и поделе индијског потконтинента на исламски Пакистан и Индију насељену претежно Хиндусима.
- 15. август — Ступио на снагу акт о независности Британске Индије којим су, после 180 година колонијалне владавине Велике Британије, формиране Индијска Унија и Пакистан.

### Септембар
- 9. септембар — Откривен је први случај рачунарског бага када је пронађен мољац заглављен у релеје рачунара Харвард Марк II.

### Октобар
- 14. октобар — Током пробног лета америчког војног авиона на млазни погон, капетан Чарлс Јегер постао први човек који је пробио звучни зид.
- 22. октобар — Почео је рат Индије и Пакистана око Кашмира пошто је кашмирски махараџа Хари Синг одбио да се прикључи једној од две земље када је подељен индијски потконтинент.

## Рођења

### Јануар
- 8. јануар — Дејвид Боуи, енглески музичар и глумац (прем. 2016)
- 18. јануар — Такеши Китано, јапански глумац, комичар, редитељ, сценариста, ТВ водитељ и писац
- 24. јануар — Ђорђо Кинаља, италијански фудбалер (прем. 2012)
- 25. јануар — Тостао, бразилски фудбалер
- 27. јануар — Бранислав Покрајац, српски рукометаш и рукометни тренер (прем. 2018)
- 31. јануар — Џонатан Бенкс, амерички глумац

### Фебруар
- 2. фебруар — Фара Фосет, америчка глумица и модел (прем. 2009)
- 4. фебруар — Ден Квејл, амерички политичар, 44. потпредседник САД
- 13. фебруар — Богдан Тањевић, црногорски кошаркаш и кошаркашки тренер
- 13. фебруар — Мајк Шишефски, амерички кошаркашки тренер
- 21. фебруар — Лидија Бастијанич, италијанско-америчка куварица, водитељица и ресторатерка
- 22. фебруар — Томислав Трифуновић, српски глумац
- 24. фебруар — Едвард Џејмс Олмос, амерички глумац, редитељ, продуцент и активиста
- 24. фебруар — Руперт Холмс, британско-амерички музичар, драматург и писац
- 26. фебруар — Сенди Шо, енглеска певачица
- 28. фебруар — Мирољуб Лабус, српски економиста и политичар

### Март
- 2. март — Нада Павловић, српска џез певачица
- 3. март — Градимир Стојковић, српски књижевник (прем. 2025)
- 4. март — Братислава Морина, српска политичарка (прем. 2022)
- 6. март — Роб Рајнер, амерички глумац, сценариста, редитељ и продуцент
- 9. март — Жарко Кораћ, српски психолог и политичар
- 15. март — Рај Кудер, амерички музичар и музички продуцент
- 19. март — Глен Клоус, америчка глумица, продуценткиња и певачица
- 25. март — Елтон Џон, енглески музичар

### Април
- 5. април — Драгомир Рацић, српски фудбалски голман (прем. 2019)
- 7. април — Флоријан Шнајдер, немачки музичар, најпознатији као суоснивач и дугогодишњи члан групе Kraftwerk (прем. 2020)
- 12. април — Том Кленси, амерички писац (прем. 2013)
- 12. април — Дејвид Летерман, амерички ТВ водитељ и комичар
- 12. април — Вејн Нортроп, амерички глумац (прем. 2024)
- 16. април — Карим Абдул Џабар, амерички кошаркаш
- 16. април — Ли Керслејк, енглески музичар, најпознатији као бубњар и пратећи певач групе  (прем. 2020)
- 18. април — Џејмс Вудс, амерички глумац и продуцент
- 21. април — Иги Поп, амерички музичар, музички продуцент и глумац
- 22. април — Горан Паскаљевић, српски редитељ, сценариста и продуцент (прем. 2020)
- 25. април — Јохан Кројф, холандски фудбалер и фудбалски тренер (прем. 2016)
- 30. април — Владимир Јевтовић, српски глумац и професор глуме (прем. 2013)

### Мај
- 1. мај — Данило Попивода, југословенски, словеначки и српски фудбалер (прем. 2021)
- 5. мај — Војкан Борисављевић, српски композитор и диригент (прем. 2021)
- 6. мај — Љубомир Врачаревић, српски мајстор борилачких вештина, творац реалног аикида (прем. 2013)
- 12. мај — Здењек Земан, чешко-италијански фудбалски тренер
- 13. мај — Стивен Доналдсон, амерички писац, познат по делима фантазије, научне фантастике и мистерије
- 15. мај — Љупко Петровић, српски фудбалер и фудбалски тренер
- 17. мај — Драги Јелић, српски музичар, најпознатији као суоснивач, певач и гитариста ЈУ групе
- 25. мај — Џеки Вивер, аустралијска глумица
- 27. мај — Бранко Облак, словеначки фудбалер и фудбалски тренер

### Јун
- 1. јун — Рони Вуд, енглески музичар, најпознатији као члан групе
- 1. јун — Џонатан Прајс, велшки глумац
- 1. јун — Мирослав Радовановић, српски певач (прем. 2020)
- 4. јун — Благоје Пауновић, српски фудбалер и фудбалски тренер (прем. 2014)
- 6. јун — Роберт Инглунд, амерички глумац и редитељ
- 13. јун — Жељко Франуловић, хрватски тенисер и тениски тренер
- 18. јун — Милојко Пантић, српски спортски новинар и ТВ водитељ
- 18. јун — Весна Пећанац, српска глумица
- 19. јун — Салман Рушди, индијско-британско-амерички књижевник и есејиста
- 22. јун — Пит Маравић, амерички кошаркаш (прем. 1988)
- 23. јун — Брајан Браун, аустралијски глумац
- 24. јун — Питер Велер, амерички глумац и историчар уметности

### Јул
- 2. јул — Лари Дејвид, амерички глумац, комичар, сценариста, продуцент и редитељ
- 2. јул — Марко Јанковић, српски новинар, радијски и ТВ водитељ, диск-џокеј и политичар (прем. 2023)
- 3. јул — Роб Ренсенбринк, холандски фудбалер (прем. 2020)
- 17. јул — Жарко Кнежевић, југословенски кошаркаш (прем. 2020)
- 19. јул — Брајан Меј, енглески музичар и астрофизичар, најпознатији као гитариста групе
- 20. јул — Карлос Сантана, мексичко-амерички музичар, најпознатији као гитариста
- 22. јул — Алберт Брукс, амерички глумац, комичар, редитељ и сценариста
- 24. јул — Предраг Ејдус, српски глумац и професор глуме (прем. 2018)
- 25. јул — Зоран Миљковић, српски глумац (прем. 2020)
- 30. јул — Вилијам Атертон, амерички глумац
- 30. јул — Арнолд Шварценегер, амерички глумац, политичар и бодибилдер
- 31. јул — Ричард Грифитс, енглески глумац (прем. 2013)

### Август
- 7. август — Кери Рид, аустралијска тенисерка
- 9. август — Рој Хоџсон, енглески фудбалер и фудбалски тренер
- 14. август — Данијела Стил, америчка књижевница
- 20. август — Реј Вајз, амерички глумац
- 23. август — Горан Султановић, српски глумац
- 24. август — Ен Арчер, америчка глумица
- 24. август — Пауло Коељо, бразилски писац
- 24. август — Рогер де Фламинк, белгијски бициклиста
- 29. август — Џејмс Хант, енглески аутомобилиста, возач Формуле 1 (прем. 1993)

### Септембар
- 2. септембар — Рајко Грлић, хрватски редитељ, сценариста и продуцент
- 3. септембар — Жерар Улије, француски фудбалер и фудбалски тренер (прем. 2020)
- 7. септембар — Глорија Гејнор, америчка музичарка
- 8. септембар — Бенџамин Ор, амерички музичар, најпознатији као суоснивач, басиста и певач групе  (прем. 2000)
- 14. септембар — Сем Нил, новозеландски глумац, сценариста, редитељ и продуцент
- 21. септембар — Јордан Ивановић, српски спортски новинар (прем. 2010)
- 21. септембар — Стивен Кинг, амерички писац
- 23. септембар — Мери Кеј Плејс, америчка глумица, певачица, редитељка и сценаристкиња
- 27. септембар — Мит Лоуф, амерички музичар и глумац (прем. 2022)
- 27. септембар — Дик Адвокат, холандски фудбалер и фудбалски тренер

### Октобар
- 1. октобар — Стивен Колинс, амерички глумац
- 5. октобар — Брајан Џонсон, енглески музичар, најпознатији као певач групе
- 9. октобар — Франс Гал, француска музичарка (прем. 2018)
- 10. октобар — Радован Бели Марковић, српски књижевник (прем. 2022)
- 18. октобар — Лора Ниро, америчка музичарка и пијанисткиња (прем. 1997)
- 23. октобар — Казимјеж Дејна, пољски фудбалер (прем. 1989)
- 24. октобар — Кевин Клајн, амерички глумац, комичар и певач
- 24. октобар — Борислав Џаковић, српски кошаркаш и кошаркашки тренер (прем. 2019)
- 25. октобар — Глен Типтон, енглески музичар, најпознатији као гитариста групе
- 26. октобар — Хилари Клинтон, америчка политичарка и правница
- 29. октобар — Ричард Драјфус, амерички глумац

### Новембар
- 5. новембар — Ненад Бјековић, српски фудбалер и фудбалски тренер
- 13. новембар — Џо Мантења, амерички глумац, продуцент и редитељ
- 25. новембар — Трејси Волтер, амерички глумац

### Децембар
- 7. децембар — Оливер Драгојевић, хрватски музичар (прем. 2018)
- 12. децембар — Вингс Хаузер, амерички глумац (прем. 2025)
- 13. децембар — Ера Ојданић, српски певач
- 14. децембар — Светлана Бојковић, српска глумица
- 15. децембар — Миша Блам, српски џез музичар (контрабасиста), композитор, аранжер, џез публициста и музички педагог (прем. 2014)
- 16. децембар — Бен Крос, енглески глумац (прем. 2020)
- 17. децембар — Вес Студи, амерички глумац и продуцент
- 29. децембар — Тед Денсон, амерички глумац и продуцент

## Смрти

### Јануар
- 12. јануар — Зденко Блажековић, хрватски фашистички функционер
- 24. јануар — Аугуст Мајснер, немачки полицијски службеник
- 25. јануар — Ал Капоне, амерички криминалац. (*1899).

### Фебруар
- 3. фебруар — Петар Живковић, југословенски генерал и политичар
- 10. фебруар — Васа Стајић, српски филозоф
- 26. фебруар — Александар Лер, аустријско-немачки генерал

### Март
- 13. март — Крсто Поповић, црногорски генерал

### Април
- 1. април — Ђорђе II Грчки, краљ Грчке
- 7. април — Хенри Форд, амерички инжењер. (*1863).
- 18. април — Јозеф Тисо, словачки свештеник и политичар
- 20. април — Кристијан X Дански, краљ Данске

### Јун
- 7. јун — Славко Кватерник, хрватски политичар

### Јул
- 19. јул — Аунг Сан, бурмански политичар
- 21. јул — Жанка Стокић, српска глумица

### Август
- 4. октобар — Макс Планк, немачки физичар
- 27. октобар — Коста Бјелогрлић, народни херој Југославије

### Децембар
- 1. децембар — Алистер Кроули, енглески окултиста, мистик и астролог. (*1875).
- 14. децембар — Стенли Болдвин, британски политичар
- 28. децембар — Виктор Емануел III, италијански краљ од 1900. до 1946.
- 28. децембар — Алфред Норт Вајтхед, британско-амерички филозоф

## Нобелове награде
- Физика — Сер Едвард Виктор Еплтон
- Хемија — Сер Роберт Робинсон
- Медицина — Карл Фердинанд Кори, Герти Тереза Кори (рођена Радниц) и Бернардо Алберто Хусеј
- Књижевност — Андре Жид
- Мир — Веће пријатељских услуга (УК) и Амерички комитет пријатељских услуга (САД)
- Економија — Награда у овој области почела је да се додељује 1969. године